# Seny Dieng
Seny Timothy Dieng (* 23. November 1994 in Zürich) ist ein senegalesisch-schweizerischer Fussballtorhüter, der für den FC Middlesbrough und die senegalesische Nationalmannschaft spielt.

## Karriere

### Verein
Bei seinem Jugendverein Red Star Zürich gab Seny Dieng im Alter von 15 Jahren seinen Einstand in der 1. Mannschaft in einem Lokalderby beim FC Seefeld in der 2. Liga Interregional. Er wurde in der 82. Minute eingewechselt, nachdem Stammtorhüter Fabrizio Elsener die Rote Karte gesehen hatte.
Im Alter von 16 Jahren wechselte Dieng in die Reserve-Mannschaft (U21) des Grasshopper Club Zürich. Eine Woche vor seinem 18. Geburtstag kam er auf einer Leihe beim FC Grenchen zu seinem ersten Einsatz in der 1. Liga bei einem 4:1-Sieg – gegen sein eigentliches Team, Grasshopper Club Zürich U21. Dort kam er dann vier Monate später wieder zurück bei den Grasshoppers ebenfalls zu seinem ersten von 41 Spielen. Bis zur Sommerpause 2021 wurde er in keiner anderen Mannschaft in Wettbewerbsspielen häufiger eingesetzt.
Von Juli 2013 bis Dezember 2015 sass Dieng zudem 18 Mal bei der 1. Mannschaft des Grasshopper Club Zürich in der Super League auf der Ersatzbank. Im Februar 2016 wechselte er dann ablösefrei zum MSV Duisburg. Dort kam er während des Frühlings zwei Mal in der Reserve in der Oberliga Niederrhein zum Einsatz und sass einmal bei der 1. Mannschaft in der 2. Bundesliga auf der Ersatzbank. Bereits im August desselben Jahres zog Dieng weiter zu Queens Park Rangers nach London. Von dort wurde er in den folgenden Jahren ausgeliehen zum FC Whitehawk, FC Stevenage, FC Dundee und Doncaster Rovers und kam so in der League Two, der Scottish Premiership und der League One zu Spielzeit, bevor er in der Saison 2020/21 zum Torhüter Nummer eins bei Queens Park Rangers in der Championship avancierte.

### Nationalmannschaft
Dieng ist zu seiner Zeit in der U21 des Grasshopper Club Zürich erstmals im Aufgebot der Nationalmannschaft Senegals bei einem Freundschaftsspiel in Kolumbien. Zu seinem ersten Einsatz kommt er dann erst im März 2021 in einer Partie der Afrika-Cup-Qualifikation gegen Eswatini im Stade Léopold Sédar Senghor.

## Erfolge
- Afrika-Cup-Sieger: 2022

## Familie und Ausbildung
Dieng ist als Sohn eines Senegalesischen Vaters und einer Schweizer Mutter in Zürich geboren und aufgewachsen. Parallel zu seiner fussballerischen Ausbildung bei Red Star und Grasshopper Club absolvierte er als schulische Ausbildung die Sport Academy Zurich.